# Nokere Koerse 1980
La Nokere Koerse 1980, trentacinquesima edizione della corsa, si svolse il 17 marzo per un percorso con partenza ed arrivo a Nokere. Fu vinta dal belga Jos Van De Poel della squadra Ijsboerke-Warncke Eis davanti all'olandese Johan van der Velde e al neozelandese Paul Jesson.

## Ordine d'arrivo (Top 10)
| Pos. | Corridore           | Squadra                 | Tempo    |
| ---- | ------------------- | ----------------------- | -------- |
| 1    | Jos Van De Poel     | Ijsboerke-Warncke Eis   | 3h27'00" |
| 2    | Johan van der Velde | Ti-Raleigh-Creda        | a 15"    |
| 3    | Paul Jesson         | Splendor-Admiral        | s.t.     |
| 4    | Frans Van Looy      | Vermeer-Thijs-Mini-Flat | s.t.     |
| 5    | Bert Oosterbosch    | Ti-Raleigh-Creda        | a 25"    |
| 6    | Carlos Cuyle        | Marc-Carlos-IWC         | s.t.     |
| 7    | Willy Teirlinck     | Safir-Ludo              | s.t.     |
| 8    | Barry Hoban         | Elswick-Falcon          | s.t.     |
| 9    | Lieven Malfait      | Splendor-Admiral        | s.t.     |
| 10   | Pol Verschuere      | Ijsboerke-Warncke Eis   | s.t.     |